# Скеля-Студецький Микола Миколайович
Мико́ла Микола́йович Студе́цький, літературний псевдонім «Скеля», (22 травня 1921, с. Флорине, Вінницька область — 19 січня 2002, Київ) — український поет і публіцист. Член Спілки письменників України (з 1967). Ветеран праці.

## Життєпис
Народився 22 травня 1921 р. у с. Флорине теперішнього Бершадського району на Вінниччині в сім'ї священика. Рано втратив батьків, ріс і виховувався в родичів. Навіть співав у церковному хорі Вінницького кафедрального собору.

Початкову освіту здобув у Цибулівській 4-класній школі Тростянецького району.

Пережив голодомор 1932–1933 років.

В 1940 р. закінчив Гніванську середню школу Тиврівського району Вінницької області. Продовжив навчання у Києві на курсах, що готували вчителів для незрячих і глухонімих дітей.

В Червону армію не взяли за станом здоров'я — через поганий зір. У липні-вересні 1941 р. був серед народних ополченців Києва, потрапив у полон, був звільнений, працював у Вінниці, в тароремонтній майстерні. Восени 1943 р. потрапив до Західної Німеччини. Після закінчення війни опинився у таборі переміщених осіб в американській зоні окупації в Баварії (Аугсбурзі та Мюнхені). Тут зустрівся з співвітчизниками І. Костецьким, Я. Славутичем та іншими літераторами. Невдовзі опинився за океаном, у Венесуелі. 

Працював автослюсарем, вантажником, прибиральником, пральником білизни, сторожем, хористом венесуельського оперного театру. Часто доводилось ночувати просто неба, голодувати. У своїй повісті-спогадах Під пальмами «Венесуели», що ввійшла до збірки поезій «Під чужим і рідним небом», виданої видавництвом «Дніпро» в 1989 р. пише: 
| Все пережите за роки блукання на чужині, важким тягарем лягло на мою душу: Пам'ятаю, як до болю в очах, я вдивлявся в безмежний морський простір, бо там, десь далеко за ним, лежала моя Батьківщина, моя рідна Вінниччина | 

На початку 50-х років ХХ ст. вирішив повернутися на батьківщину, але по дорозі, знову ж таки в Аугсбурзі, був заарештований КДБ і за сфабрикованим звинуваченням у шпигунстві, отримав вирок на 25 років ув'язнення, відбув у таборах на Далекому Сході 5 років і був звільнений після смерті Сталіна. Реабілітований в 1992 р.

В 1956–1995 рр. постійно жив у Вінниці, навчався у Києві в університеті.

Член НСПУ від 1967 р. Створював з колегами у лютому 1971 р. міжобласну письменницьку організацію Вінниччини та Хмельниччини. В кінці 1995 переїхав до Ірпеня на Київщину. Згодом оселяється у Будинку ветеранів сцени в Пущі-Водиці (Київ).

Помер 19 січня 2002 р. Похований на Байковому кладовищі.

## Творчість
Писав з дитинства. Друкуватися у періодиці почав у 1957 р. Творчий доробок його невеликий — десять збірок і мемуари, які він назвав «Сумною книгою».

Видав збірки:
- «Під чужим і рідним небом» (1960);
- «Повість життя» (1964);
- «З лабетів ночі»: вірші і спогади (1967);
- «Макарчукове поле» (1980);
- «Дві пісні» (1985);
- «Під чужим і рідним небом»: поезії, повість-спогад (1989);
- «Печальний спів» (1992);
- «За Україну» (1995);
- «Крамольні вірші» (1996);
- «Із днів і літ» (1996);
- "Вибране в 3-х книгах (1999):

Кн. 1: «Пісня печалі»: поезії. — Київ: Рада, 1999. — 510 с. : портр. — ISBN 966-7087-29-8;

Кн. 2: «Під чужим і під рідним небом»: драматургія, проза . — Київ: Дніпро, 1999. — 204 с. : портр. — ISBN 5-308-01727-1;

Кн. 3: «Сумна книга, або іронія долі»: мемуарна повість. — Київ: Дніпро, 1999. — 246 с. : портр. — ISBN 5-308-01728-Х.

Окремі вірші перекладалися російською та кабардино-балкарською мовами.
Лауреат премія ім. Валерія Марченка (2000) за вибрані твори у трьох томах.

|                                                             | …останнє десятиріччя явило нам нового поета: патріота України, з тужливою пам’яттю і зболеним серцем. А в пам’яті тих, хто його знав, він житиме ще й як дуже скромна, добра і довірлива людина. |
| — Анатолій Подолинний, з некрологу на смерть М. Студецького | |